# Лиса (реперка)
Лалиса Манобал (тај. ลลิษา มโนบาล; Бурирам, 27. март 1997) тајландска је реперка, певачица, плесачица и глумица. Чланица је групе Blackpink. Глумачки деби је остварила у серији Бели лотос (2025). Издала је и соло студијски албум под називом Alter Ego (2025).

## Биографија
Рођена је 27. марта 1997. у Тајланду под именом Пранприја, које је касније променила у Лалиса. Полиглота је, док поред свог матерњег тајског језика течно говори и корејски и енглески језик, а служи се и јапанским и кинеским језиком.

## Дискографија
Студијски албуми
- (2025)

## Филмографија
- Тидапон Сорнсин „Мук” — Бели лотос (2025)